# Savignac-Mona
Savignac-Mona település Franciaországban, Gers megyében. Lakosainak száma 145 fő (2022. január 1.). Savignac-Mona Seysses-Savès, Bragayrac, Sabonnères, Monblanc, Nizas és Pébées községekkel határos.

## Népesség
A település népessége az elmúlt években az alábbi módon változott:
| Lakosok száma | 108  | 96   | 101  | 144  | 141  | 138  | 138  | 139  | 144  | 145  |
|               | 1968 | 1982 | 1990 | 2006 | 2013 | 2015 | 2017 | 2019 | 2020 | 2022 |